# Gerbillus campestris
Gerbillus campestris is een zoogdier uit de familie van de Muridae. De wetenschappelijke naam van de soort werd voor het eerst geldig gepubliceerd door Loche in 1867.

## Voorkomen
De soort komt voor in Algerije, Egypte, Mali, Marokko, Niger, Soedan en Tunesië.